# Epule Jeffrey
Epule Jeffrey, de son nom complet Epule Jeffrey Ewusi, né le 6 novembre 1983 à Buéa est un acteur camerounais connu pour des films tels que Breach of Trust, Red Pink Poison, Decoded et Royal destination avec Tonto Dikeh et Emeka Ike (en). Il a joué dans plus de 35 films. En 2012, il a été nommé et a remporté le Cameroon Entertainment Award en tant que meilleur acteur masculin et le prix du meilleur acteur DAMA 2012 pour le film Decoded. 

## Biographie
D'ethnie « Bakossi », Epule Jeffrey Ewusi naît à Buéa, dans la région du Sud-Ouest du Cameroun, il a fréquenté l'école primaire PNEU à Bamenda, le lycée bilingue Molyko à Buéa et a obtenu un diplôme de droit public en 2006 à l'Université de Yaoundé II.

## Carrière d'acteur
Jeffrey, est acteur depuis 2012 jusqu'à aujourd'hui. Il a joué dans plus de 35 films dans le cinéma camerounais et Nollywood au Nigeria. Il a fait une apparition dans une série télévisée appelée Zamba, qui a été diffusée à la CRTV.

## Filmographie
- ? : Royal destination
- 2013 : Whisper
- 2013 : Decoded
- 2017 : Breach of Trust